# Clinton County, Indiana
Clinton County är ett county i delstaten Indiana, USA, med 33 224 invånare. Den administrativa huvudorten (county seat) är Frankfort. Countyt har fått sitt namn efter politikern DeWitt Clinton.

## Geografi
Enligt United States Census Bureau så har countyt en total area på 1 049 km². 1 049 km² av den arean är land och 0 km² är vatten. 

### Angränsande countyn
- Carroll County - nord
- Howard County - nordost
- Tipton County - öst
- Hamilton County - sydost
- Boone County - syd
- Montgomery County - sydväst
- Tippecanoe County - väst